# مايك بارون (موسيقي)
مايك بارون (بالإنجليزية: Mike Barone)‏ هو موسيقي أمريكي، ولد في 27 ديسمبر 1936 في ديترويت في الولايات المتحدة.

## وصلات خارجية
- مايك بارون على موقع ميوزك برينز (الإنجليزية)
- مايك بارون على موقع ديسكوغز (الإنجليزية)